# Долгоруков Василь Лукич
Василь Лукич Долгоруков (Бл. 1670, Москва, Московське царство — 8 (19) листопада 1739, Новгород, Російська імперія) — російський дипломат і політичний діяч, князь, член Верховної таємної ради. Страчений за невдалу спробу обмежити самодержавну владу імператриці Анни Іванівни.  

## Біографія
Походив зі знатного дворянського роду, син воєводи Луки Федоровича Долгорукова. У 1687 році разом з посольством свого дядька Якова Федоровича Долгорукова відвідав Францію та Іспанію. Із 1691 року — стольник. У 1700 році разом з рідним дядьком Григорієм Федоровичем Долгоруковим відправився у складі дипломатичної місії у Річ Посполиту, був секретарем московського посольства. 
У 1706 — 1707 роках — московський посол у Речі Посполитій, у 1707 — 1720 роках — посол у Данії. Із 1715 року — таємний радник. У 1721 — 1722 роках — посол у Франції. 
Із 1723 року — сенатор, із 1725 року — знову посол у Польщі. Із 21 травня 1725 року — дійсний таємний радник. У 1726 — 1727 роках — посол в Швеції. 
Із 3 лютого 1728 року — член Верховної таємної ради. На цій посаді активно всіма засобами намагався посилити становище роду Долгорукових, намагався маніпулювати імператором Петром II. Після смерті Петра II склав підроблений заповіт, за яким начебто Петро передавав престол своїй нареченій Катерині Олексіївні Долгоруковій, двоюрідній племінниці Василя Лукича. Однак, втілити ці заміри в життя він не зміг і був змушений погодитися на запрошення на престол курляндської герцогині Анни Іванівни, але спробував обмежити її владу спеціальними умовами — «кондиціями». 
Після приходу Анни Іванівни до влади потрапив в опалу і був призначений Сибірським губернатором, але вже в квітні 1730 року був заарештований. Позбавлений всіх звань і нагород, висланий у Соловецький монастир. Страчений у 1739 році у Новгороді. 

## Нагороди
Був нагороджений орденом Білого орла (Річ Посполита) і орденом Слона (Данія).